# Yannis Yssaad
Yannis Yssaad, né le 25 juin 1993 à Villeneuve-Saint-Georges, est un coureur cycliste français.

## Biographie

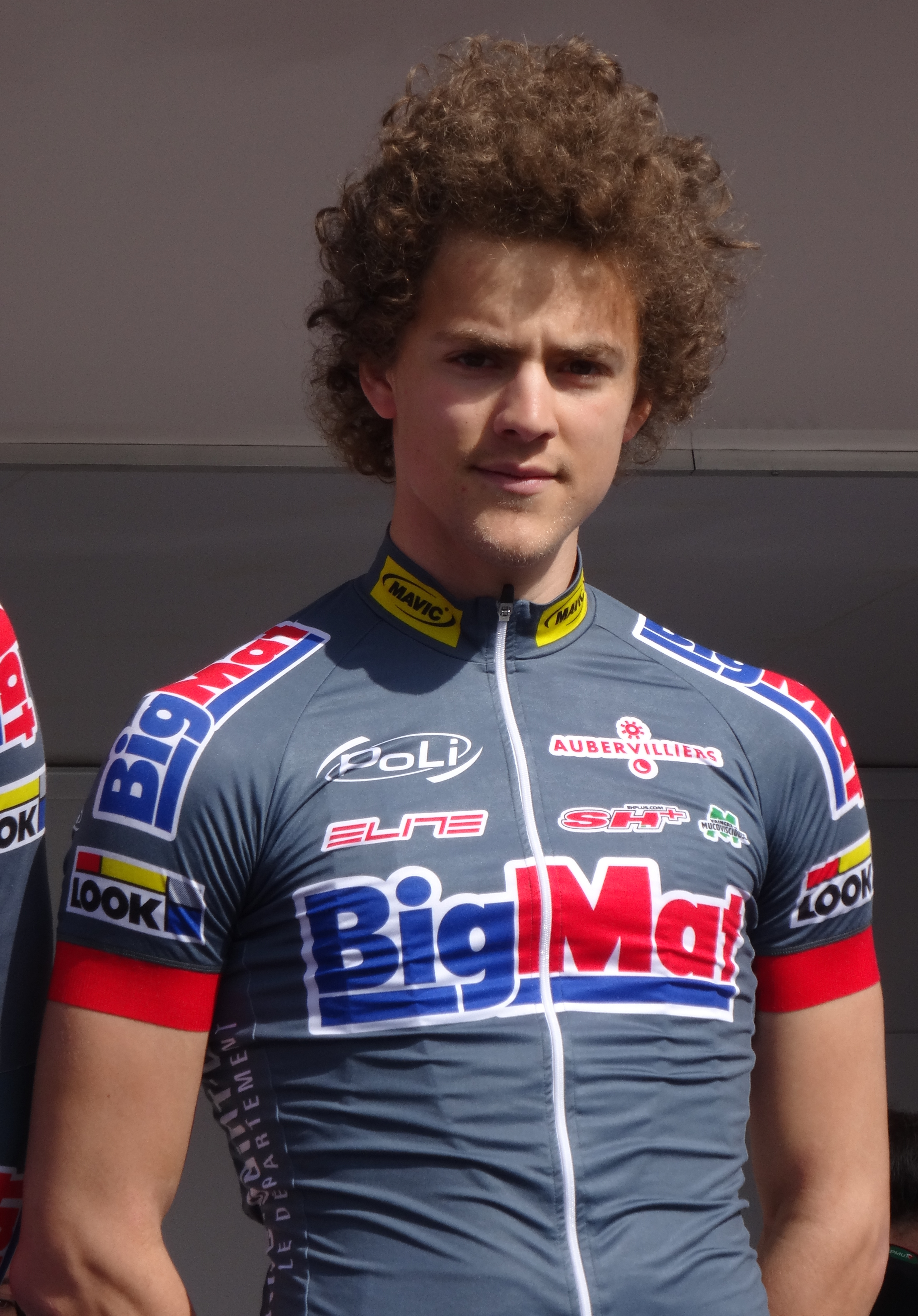
Yannis Yssaad lors du Grand Prix de Denain 2014.

En 2014, Yannis Yssaad signe un contrat professionnel d'une durée d'un an avec l'équipe continentale BigMat-Auber 93 mais n'est pas conservé par les dirigeants de la formation française en fin de saison.
Membre de l'équipe Sojasun espoir-ACNC en 2015, il remporte Paris-Chalette-Vierzon devant Romain Cardis, le Circuit du Morbihan, la sixième étape du Tour de Bretagne, la quatrième du Tour de Côte-d'Or et finit deuxième du Grand Prix de Cours-la-Ville et d'étapes du Kreiz Breizh Elites et du Tour du Loir-et-Cher. 
À l'issue de cette saison, il redevient professionnel au sein de l'équipe continentale Armée de terre,. Au premier semestre 2016, il se distingue sur les manches de Coupe de France, s'adjugeant la troisième place sur Cholet-Pays de Loire, la quatrième sur la Route Adélie de Vitré et la douzième sur le Tro Bro Leon. En mai, il remporte une étape du Rhône-Alpes Isère Tour et enchaîne sur une troisième place sur le GP de la Somme, devancé par Daniel McLay et Nacer Bouhanni.
Toujours membre de l'équipe continentale Armée de terre en 2017, il termine deuxième du Grand Prix de Lillers-Souvenir Bruno Comini avant de lever les bras sept jours plus tard sur Paris-Troyes, le 12 mars. Il conclut ce mois par une septième place sur la Route Adélie de Vitré. Le 27 avril, il s'adjuge une 3e place d'étape sur le Tour de Bretagne avant, le mois suivant, de s'imposer sur la sixième étape de l'An Post Rás, y décrochant également une 3e place d'étape. Entre-temps, il participe aux Quatre Jours de Dunkerque, en se classant 6e d'une étape. Pour sa quatrième course par étapes consécutive, il enlève également une étape de la Ronde de l'Oise avant d'en remporter deux, en juillet, sur le Trophée Joaquim-Agostinho.
Le 5 octobre 2017, est annoncé son départ pour l'équipe continentale professionnelle espagnole Caja Rural-Seguros RGA. Cette formation étant régulièrement invitée sur la Vuelta, Yssaad y voit l'opportunité d'y participer à son premier Grand Tour. 

## Palmarès
- 2010
  - 2e d'Au Tour des Juniors
- 2011
  - 2e du Grand Prix des Vins de Panzoult
  - 3e du Kuurnse Leieomloop
  - 3e du Grand Prix du Conseil Général de l'Essonne
- 2012
  - 5e étape du Circuit des plages vendéennes
  - Dijon-Auxonne-Dijon
  - Souvenir Daniel-Fix
- 2013
  - Circuit des plages vendéennes
  - 1re étape du Tour de Dordogne
  - 2e de la Vienne Classic
  - 2e de Nantes-Segré
  - 2e de Rouillon à Travers la Sarthe
- 2015
  - Circuit du Morbihan
  - 6e étape du Tour de Bretagne
  - 4e étape du Tour de Côte-d'Or
  - Paris-Chalette-Vierzon
  - 2e du Grand Prix de Cours-la-Ville
- 2016
  - 4e étape du Rhône-Alpes Isère Tour
  - 3e de Cholet-Pays de Loire
  - 3e du Grand Prix de la Somme
- 2017
  - Paris-Troyes
  - 6e étape de l'An Post Rás
  - 2e étape de la Ronde de l'Oise
  - 1re et 3e étapes du Trophée Joaquim-Agostinho
  - 2e du Grand Prix de Lillers-Souvenir Bruno Comini
- 2018
  - 4e étape du Rhône-Alpes Isère Tour
- 2019
  - Circuit des plages vendéennes : 
    - Classement général
    - 2e étape

  - Redon-Redon
  - Grand Prix de Louisfert
  - 2e du Circuit de la vallée de la Loire
  -  Médaillé de bronze de la course en ligne par équipes des Jeux mondiaux militaires[5]

## Classements mondiaux
| Année           | 2013   | 2014 | 2015 | 2016 | 2017 | 2018   |
| --------------- | ------ | ---- | ---- | ---- | ---- | ------ |
| UCI Europe Tour | 1 152e | 541e | 603e | 153e | 311e | 1 550e |